# Seydou Doumbia
Seydou Doumbia (ur. 31 grudnia 1987 w Abidżanie) – iworyjski piłkarz który występował na pozycji napastnika.

## Kariera klubowa
Wychowanek Centre Formation d’Inter.
W trakcie kariery reprezentował barwy min. japońskiej Kashiwa Reysol, szwajcarskich BSC Young Boys i FC Basel, rosyjskiego CSKA Moskwa, włoskiej AS Romy i angielskiego Newcastle United.

## Kariera reprezentacyjna
W reprezentacji Wybrzeża Kości Słoniowej zadebiutował 24 maja 2008 w meczu towarzyskim przeciwko reprezentacji Japonii.

## Sukcesy

### Klubowe
CSKA Moscow
- Primjer-Liga: 2012–13, 2013–14
- Puchar Rosji: 2010–11, 2012–13
- Superpuchar Rosji: 2013, 2014

FC Basel
- Super League: 2016–17
- Puchar Szwajcarii: 2016–17

Sporting CP
- Taça da Liga: 2017–18

### Reprezentacyjne
Wybrzeże Kości Słoniowej
- Puchar Narodów Afryki: 2015

### Indywidualne
- Król strzelców Super League: 2008–09, 2009–10, 2016–2017
- Król strzelców Primjer-Liga: 2011–12, 2013–14